# Ksilan endo-1,3-b-ksilozidaza
Ksilan endo-1,3-b-ksilozidaza (EC 3.2.1.32, endo-1,3-beta-ksilozidaza, 1,3-beta-ksilanaza, 1,3-ksilanaza, beta-1,3-ksilanaza, endo-beta-1,3-ksilanaza, 1,3-beta-D-ksilan ksilanohidrolaza, ksilan endo-1,3-beta-ksilozidaza) je enzim sa sistematskim imenom 3-beta-D-ksilan ksilanohidrolaza. Ovaj enzim katalizuje sledeću hemijsku reakciju
Randomna endohidroliza (1->3)-beta-D-glikozidnih veza u (1->3)-beta-D-ksilanima
Ovaj enzim je prventveno prisutan u morskim bakterijama, koje razlažu beta(1,3)-ksilan prisutan u ćelijskim zidovima pojedinih zelenih i crvenih algi.

## Literatura
- Nicholas C. Price; Lewis Stevens (1999). Fundamentals of Enzymology: The Cell and Molecular Biology of Catalytic Proteins (Third изд.). USA: Oxford University Press. ISBN 019850229X.
- Eric J. Toone (2006). Advances in Enzymology and Related Areas of Molecular Biology, Protein Evolution (Volume 75 изд.). Wiley-Interscience. ISBN 0471205036.
- Branden C; Tooze J. Introduction to Protein Structure. New York, NY: Garland Publishing. ISBN 0-8153-2305-0.
- Irwin H. Segel. Enzyme Kinetics: Behavior and Analysis of Rapid Equilibrium and Steady-State Enzyme Systems (Book 44 изд.). Wiley Classics Library. ISBN 0471303097.
- William P. Jencks (1987). Catalysis in Chemistry and Enzymology. Dover Publications. ISBN 0486654605.

## Spoljašnje veze
- Endo-1,3-beta-xylanase на 